# Volley Masters Montreux 2008
Montreux Volley Masters – 24. edycja towarzyskiego turnieju siatkarskiego, który trwał od 4 do 8 czerwca z udziałem. W turnieju udział wzięło 6 reprezentacji:
- Chiny
- Holandia
- Kuba
- Niemcy
- Serbia
- Włochy

## Tabela
| Poz. | Reprezentacja | Pkt | Mecze | Mecze | Mecze | Sety | Sety | Sety  | Małe punkty | Małe punkty | Małe punkty |
| Poz. | Reprezentacja | Pkt | M     | Z     | P     | wyg. | prz. | ratio | zdob.       | str.        | ratio       |
| ---- | ------------- | --- | ----- | ----- | ----- | ---- | ---- | ----- | ----------- | ----------- | ----------- |
| 1    | Kuba          | 10  | 5     | 5     | 0     | 15   | 5    | 3,000 | 476         | 405         | 1,175       |
| 2    | Chiny         | 9   | 5     | 4     | 1     | 13   | 7    | 1,857 | 467         | 431         | 1,084       |
| 3    | Włochy        | 8   | 5     | 3     | 2     | 12   | 8    | 1,500 | 426         | 433         | 0,984       |
| 4    | Holandia      | 7   | 5     | 2     | 3     | 6    | 11   | 0,545 | 372         | 409         | 0,910       |
| 5    | Niemcy        | 6   | 5     | 1     | 4     | 7    | 12   | 0,583 | 415         | 429         | 0,967       |
| 6    | Serbia        | 5   | 5     | 0     | 5     | 5    | 15   | 0,333 | 422         | 471         | 0,896       |

Legenda: Poz. – pozycja, Pkt – liczba punktów, M – liczba meczów, Z – mecze wygrane, P – mecze przegrane, wyg. – sety wygrane, prz. – sety przegrane, zdob. – małe punkty zdobyte, str. – małe punkty stracone

## Wyniki
| 4 czerwca 2009 |

|  | Włochy | 3:2(25:20, 18:25, 25:20, 18:25, 15:11) | Niemcy |  |
|  |        | 3:2(25:20, 18:25, 25:20, 18:25, 15:11) |        |  |

|  | Kuba | 3:0(25:16, 25:14, 25:21) | Holandia |  |
|  |      | 3:0(25:16, 25:14, 25:21) |          |  |

|  | Chiny | 3:2(25:22, 25:16, 23:25, 21:25, 15:13) | Serbia |  |
|  |       | 3:2(25:22, 25:16, 23:25, 21:25, 15:13) |        |  |

| 5 czerwca 2009 |

|  | Niemcy | 3:0(25:23, 25:18, 25:21) | Serbia |  |
|  |        | 3:0(25:23, 25:18, 25:21) |        |  |

|  | Kuba | 3:1(25:21, 22:25, 25:16, 25:19) | Chiny |  |
|  |      | 3:1(25:21, 22:25, 25:16, 25:19) |       |  |

|  | Włochy | 3:0(25:23, 25:15, 25:22) | Holandia |  |
|  |        | 3:0(25:23, 25:15, 25:22) |          |  |

| 6 czerwca 2009 |

|  | Niemcy | 1:3(25:13, 26:28, 18:25, 20:25) | Kuba |  |
|  |        | 1:3(25:13, 26:28, 18:25, 20:25) |      |  |

|  | Holandia | 0:3(22:25, 30:32, 19:25) | Chiny |  |
|  |          | 0:3(22:25, 30:32, 19:25) |       |  |

|  | Włochy | 3:0(25:21, 25:19, 25:21) | Serbia |  |
|  |        | 3:0(25:21, 25:19, 25:21) |        |  |

| 7 czerwca 2009 |

|  | Holandia | 3:0(25:20, 26:24, 26:24) | Niemcy |  |
|  |          | 3:0(25:20, 26:24, 26:24) |        |  |

|  | Serbia | 1:3(19:25, 26:24, 23:25, 21:25) | Kuba |  |
|  |        | 1:3(19:25, 26:24, 23:25, 21:25) |      |  |

|  | Włochy | 1:3(23:25, 25:22, 16:25, 16:25) | Chiny |  |
|  |        | 1:3(23:25, 25:22, 16:25, 16:25) |       |  |

| 8 czerwca 2009 |

|  | Serbia | 2:3(20:25, 23:25, 25:21, 29:27, 12:15) | Holandia |  |
|  |        | 2:3(20:25, 23:25, 25:21, 29:27, 12:15) |          |  |

|  | Chiny | 3:1(25:19, 25:19, 23:25, 25:19) | Niemcy |  |
|  |       | 3:1(25:19, 25:19, 23:25, 25:19) |        |  |

|  | Włochy | 2:3(27:25, 26:24, 12:25, 20:25, 10:15) | Kuba |  |
|  |        | 2:3(27:25, 26:24, 12:25, 20:25, 10:15) |      |  |

### Klasyfikacja końcowa
| Miejsce | Reprezentacja |
| ------- | ------------- |
| 1.      | Kuba          |
| 2.      | Chiny         |
| 3.      | Włochy        |
| 4.      | Holandia      |
| 5.      | Niemcy        |
| 6.      | Serbia        |

## Nagrody indywidualne
| Najlepiej punktująca | Najlepiej atakująca      | Najlepiej blokująca     | Najlepiej serwująca | Najlepiej broniąca | Najlepiej rozgrywająca | Najlepiej przyjmująca |
| -------------------- | ------------------------ | ----------------------- | ------------------- | ------------------ | ---------------------- | --------------------- |
| Wang Yimei           | Daimí Ramírez Echevarría | Nancy Carillo de la Paz | Ivana Nešović       | Kerstin Tzserlich  | Feng Kun               | Alice Blom            |

## Składy drużyn

### Skład reprezentacji Niemiec
| Nr | Nazwisko            |
| -- | ------------------- |
| 1  | Maren Brinker       |
| 3  | Denise Hanke        |
| 4  | Kerstin Tzscherlich |
| 5  | Berit Kauffeldt     |
| 7  | Heike Beier         |
| 8  | Cornelia Dumler     |
| 10 | Anne Matthes        |
| 11 | Christiane Fürst    |
| 12 | Lena Mölers         |
| 15 | Saskia Hippe        |
| 16 | Margareta Kozuch    |
| 18 | Corina Ssuschke     |

### Skład reprezentacji Holandii
| Nr | Nazwisko             |
| -- | -------------------- |
| 1  | Kim Staelens         |
| 2  | Monique Wismeijer    |
| 3  | Lonneke Slöetjes     |
| 6  | Quinta Steenbergen   |
| 7  | Elke Wijnhoven       |
| 8  | Alice Blom           |
| 9  | Maret Grothues       |
| 12 | Manon Flier          |
| 15 | Robin De Kruijf      |
| 16 | Debby Stam           |
| 17 | Carlijn Jans         |
| 18 | Susan van den Heuvel |

### Skład reprezentacji Włoch
| Nr | Nazwisko             |
| -- | -------------------- |
| 2  | Valentina Arrighetti |
| 3  | Paola Croce          |
| 4  | Nadia Centoni        |
| 6  | Valentina Fiorin     |
| 7  | Lucia Crisanti       |
| 9  | Manuela Secolo       |
| 10 | Paola Cardullo       |
| 11 | Serena Ortolani      |
| 14 | Eleonora Lo Bianco   |
| 15 | Sandra Vitez         |
| 16 | Lucia Bosetti        |
| 17 | Simona Gioli         |
| 18 | Giulia Pincerato     |

### Skład reprezentacji Chin
| Nr | Nazwisko    |
| -- | ----------- |
| 1  | Wang Yimei  |
| 2  | Feng Kun    |
| 3  | Yang Hao    |
| 4  | Liu Yanan   |
| 5  | Wei Qiuyue  |
| 6  | Xu Yunli    |
| 7  | Zhou Suhong |
| 9  | Zhao Ruirui |
| 10 | Xue Ming    |
| 11 | Li Juan     |
| 12 | Zhao Yanni  |
| 15 | Zhang Xian  |
| 17 | Ma Yunwen   |

### Skład reprezentacji Serbii
| Nr | Nazwisko            |
| -- | ------------------- |
| 2  | Jasna Majstorović   |
| 4  | Nastasia Siljković  |
| 7  | Amadea Duraković    |
| 8  | Bojana Živković     |
| 9  | Jovana Vesović      |
| 12 | Aleksandra Petrović |
| 13 | Ana Antonijević     |
| 14 | Nađa Ninković       |
| 15 | Sanja Malagurski    |
| 16 | Ivana Nešović       |
| 17 | Stefana Veljković   |
| 18 | Silvija Popović     |

### Skład reprezentacji Kuby
| Nr | Nazwisko                 |
| -- | ------------------------ |
| 1  | Yumilka Ruiz             |
| 2  | Yanelis Santos           |
| 3  | Nancy Carillo            |
| 6  | Daimi Ramirez Echevarria |
| 7  | Lisbet Arredondo Reyes   |
| 9  | Rachel Sánchez           |
| 11 | Liana Mesa               |
| 12 | Rosir Calderón           |
| 14 | Kenia Carcases           |
| 15 | Yusidey Silié            |
| 18 | Zoila Barros             |